# 山田ダム
山田ダム（やまだダム）は、和歌山県紀の川市貴志川町高尾地先、一級水系紀の川水系貴志川の右支川である野田原川に建設されたダムである。
堤高34.0mの重力式コンクリートダムとして計画され、『十津川・紀の川総合開発事業』によって計画されたダムの中では最も早く1957年（昭和32年）に完成した。和歌山県に建設されたダムとしては最も北方に位置するダムである（ため池を除く）。
ダムに貯水された水は貴志川・野田原川合流点より直下にある諸井堰で取水される。右岸からは0.32トン／秒、左岸からは0.98トン／秒の水が取水され、貴志川流域の水田や果樹園を潤している。2005年（平成17年）よりダムの施設改良工事が行われており、3門あるゲートとダムに付設されている取水塔の改良工事が現在進められている。
ダムによって形成された人造湖は山田貯水池（やまだ－）という。規模としては小規模であるが複雑に入り組んだ地形であり、こうしたことからヘラブナやブラックバスの釣りスポットになっている。湖岸にはゴルフ場が2ヶ所ある。

## 沿革
紀の川下流部は徳川吉宗による『紀州流治水工法』によって井堰が各地に作られ、新田開発が盛んになった。貴志川流域でも諸井堰を始め佐々井堰・丸橋井堰が建設され2,160石の増収が可能となった。だが紀の川は夏季に降雨が集中する河川であり、夏季に雨が降らなかった場合水不足に陥ることが多かった。その為水量が豊富であるはずの紀の川流域でもため池は多く造られ、貴志川流域でも多くのため池が建設された。また、ミカンなどの果樹栽培が盛んであるが、こうした事情から高台への用水供給は安定的ではなかった。
戦後、農林省（現・農林水産省）は『十津川・紀の川総合開発事業』を1949年（昭和24年）に策定した。奈良県奈良盆地には大迫ダム（紀の川）や津風呂ダム（津風呂川）を水源にして水供給を行うこととなった。一方和歌山県では熊野川の猿谷ダムから大和丹生川へ導水を行い、井堰を統合・改築して取水量を強化した。貴志川流域では井堰は諸井堰に統一されることとなったが、その水源を建設する必要が生じた。こうした貴志川流域を中心とする灌漑用水の供給のために、農林省によって計画されたのが山田ダムである。